# Ocata (barri del Masnou)
Ocata és un barri litoral del Masnou (Maresme), amb el qual forma un continuum urbà, a llevant del centre de la vila.

## Etimologia
El topònim ja existia abans del segle xix, quan el Masnou es va independitzar de Teià. En els documents apareix escrit amb article com l'Ocata o l'Eucata. Hi ha diverses teories sobre l'origen del nom.
Segons la tradició més estesa, el nom d'Ocata vindria de la població immigrant del municipi occità de Leucata. Segons aquesta hipòtesi, durant la Guerra dels Segadors, vaixells de Leucata estigueren durant algun temps ancorats davant la platja de Teià (actual el Masnou), en espera de rebre ordres; i, amb el Tractat dels Pirineus, quan Leucata quedà integrada a la Corona francesa, els mariners decidiren quedar-se i fundar el barri d'Ocata. Aquesta hipòtesi ha estat posteriorment refutada, ja que en els padrons d'habitants no hi ha cap habitant procedent de Leucata o de poblacions properes, i ni l'arxiu departamental de l'Aude —on pertany Leucata— ni la bibliografia específica no permeten afirmar que hi hagués un procés migratori de Leucata cap al Masnou.
Una altra versió gens plausible relaciona el nom del barri amb la deessa grega Hècate.
Joan Coromines, en el seu Onomasticon Cataloniae, indica que la forma correcta del topònim masnoví és l'Ocata (amb l'article). El relaciona amb altres topònims similars com l'antiga plaça de l'Aucata, on hi ha l'actual estació de França de Barcelona; el Serrat de l'Ocata, a l'Ametlla del Vallès; el mas l'Ocata, d'Olvan; i també el cognom Locata, documentat a Girona. De tot plegat dedueix l'origen al municipi occità de Leucata, que hauria donat origen al cognom i als diversos topònims catalans.

## Geografia
Ocata es troba entre el torrent de Vallmora i el torrent d'Ase. S'estén per la carretera N-II, paral·lelament a la via de ferrocarril de la línia R1 de Rodalia de Barcelona (de Rodalies de Catalunya, Renfe), en la qual té baixador (l'estació d'Ocata).
A la platja d'Ocata, concretament en un punt on desemboca la riera de Teià, acaba el meridià verd. Una placa amb la inscripció «en aquest punt de Catalunya acaba el meridià verd que comença a Dunkerque» ho recorda.

## Jardins d'Ocata
Ocata compta amb nombrosos parcs pùblics, com els Jardins del Països Catalans, Els Jardins de la Ninfa, El Parc del Caramar, els Jardins del Mil·lenari i el Parc de Santa Madrona.

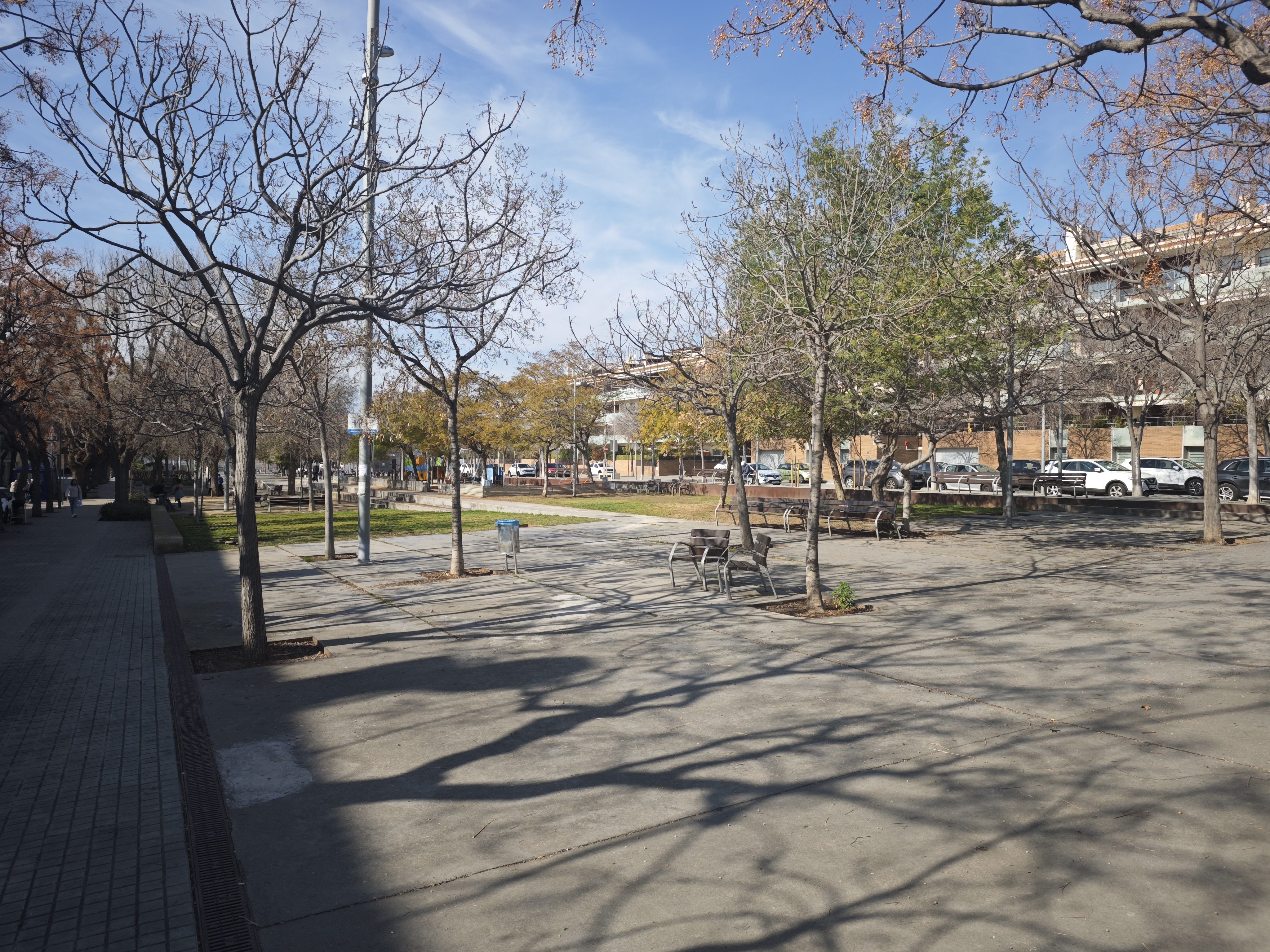
Jardins dels Països Catalans
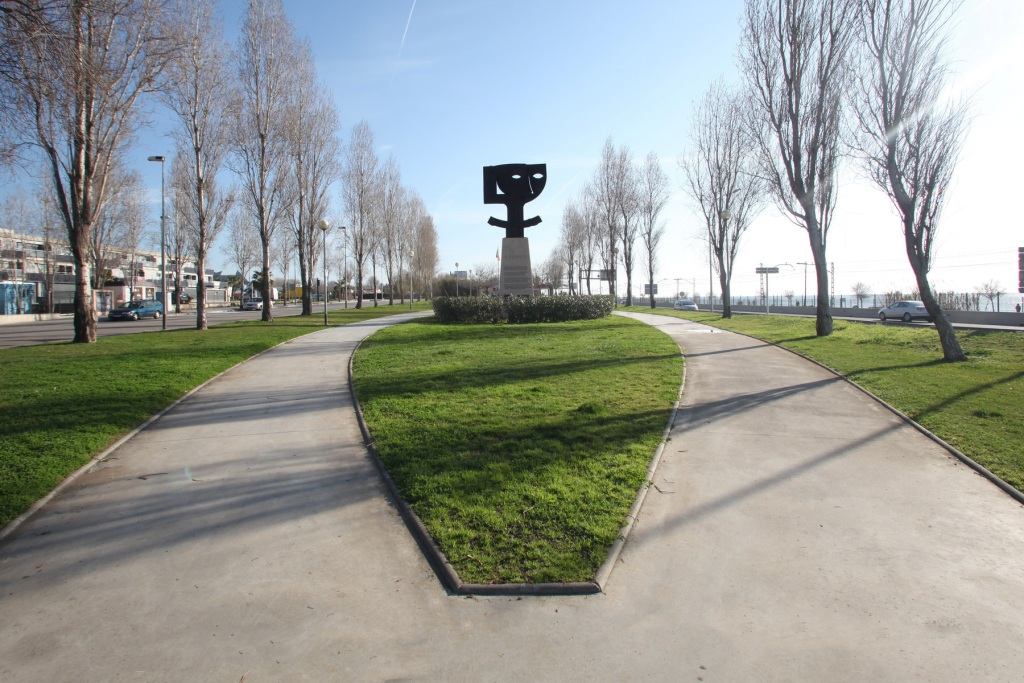
Jardins de la Nimfa
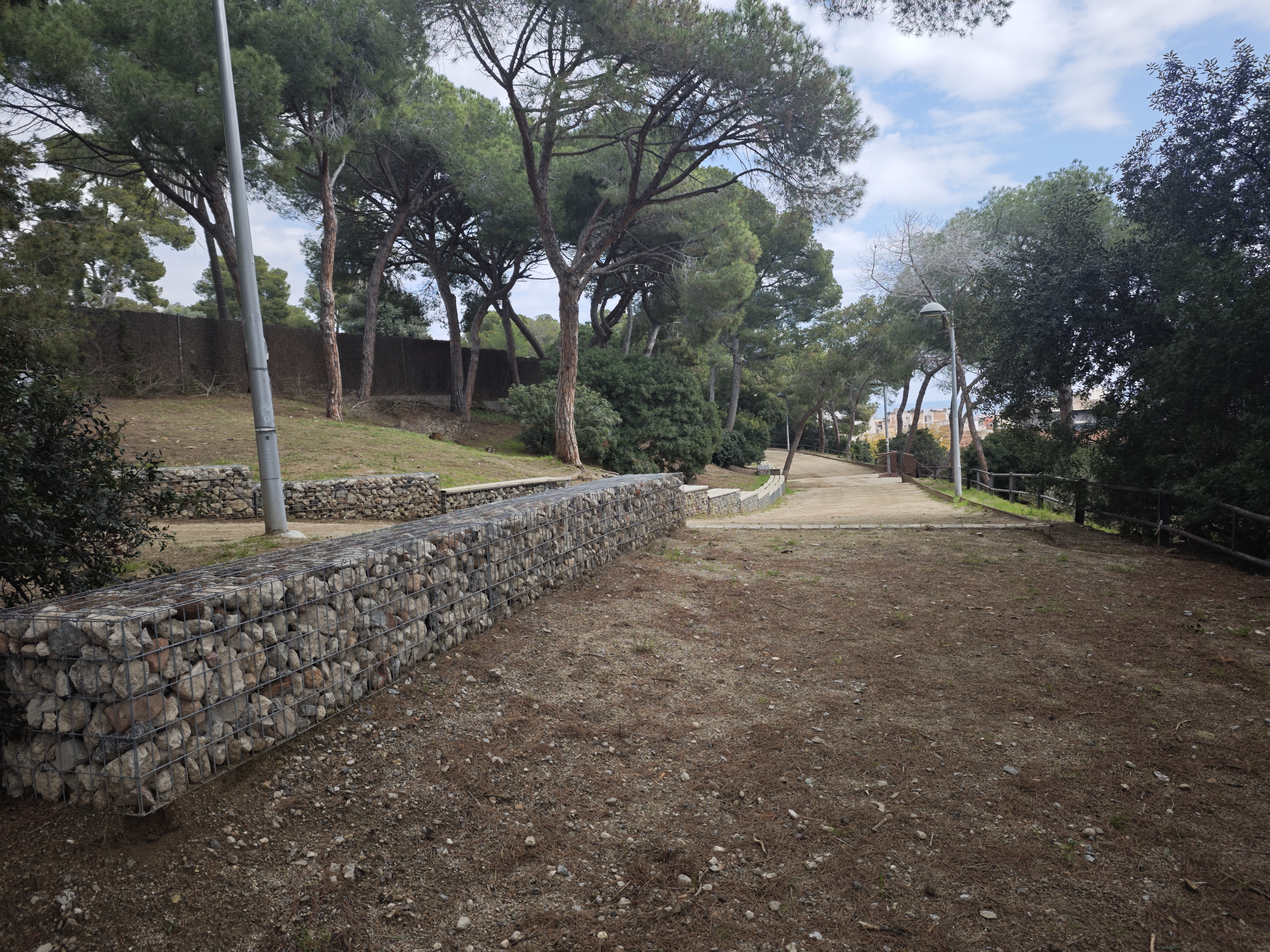
Parc de Caramar
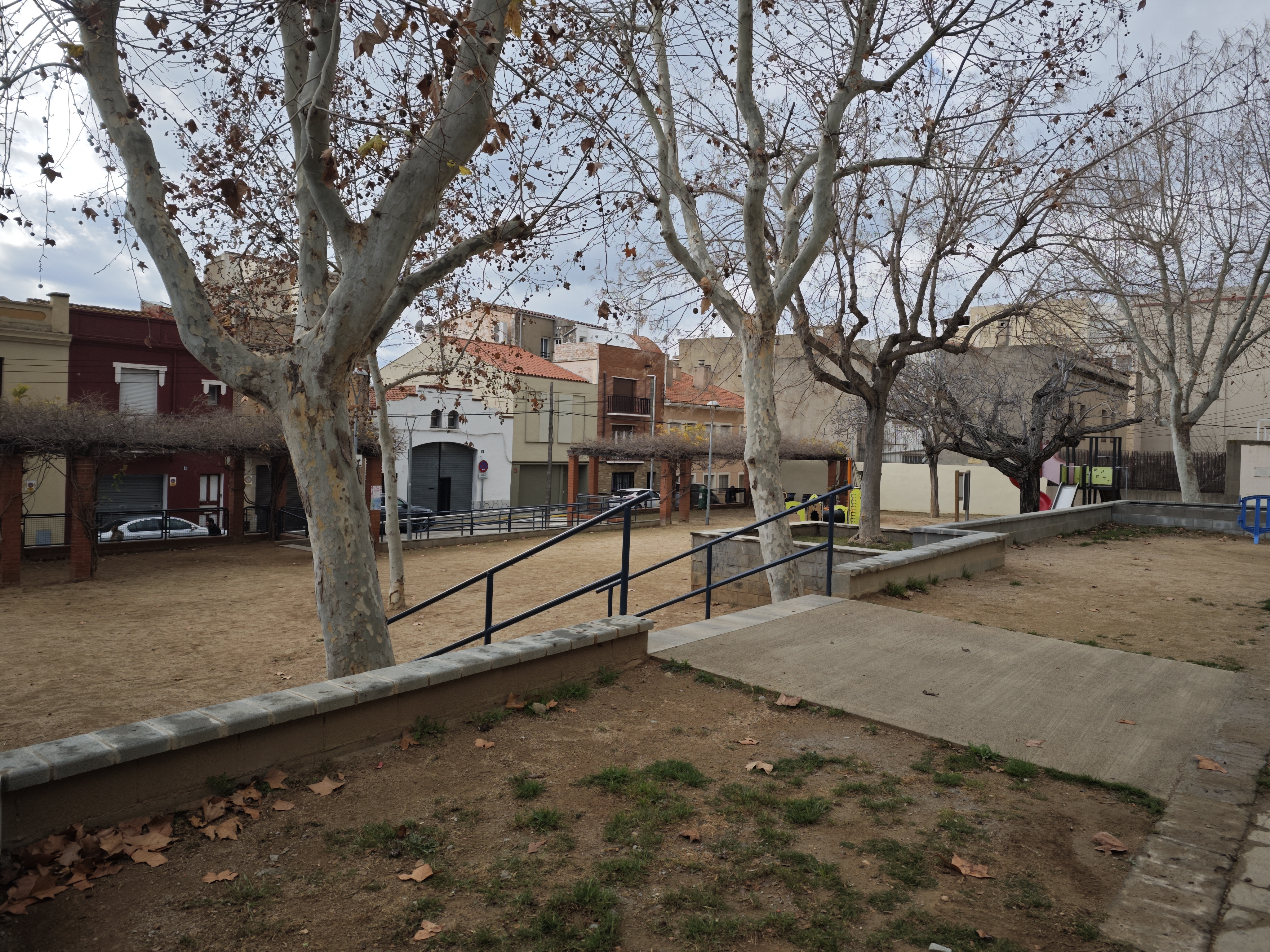
Jardins del Mil·lenari
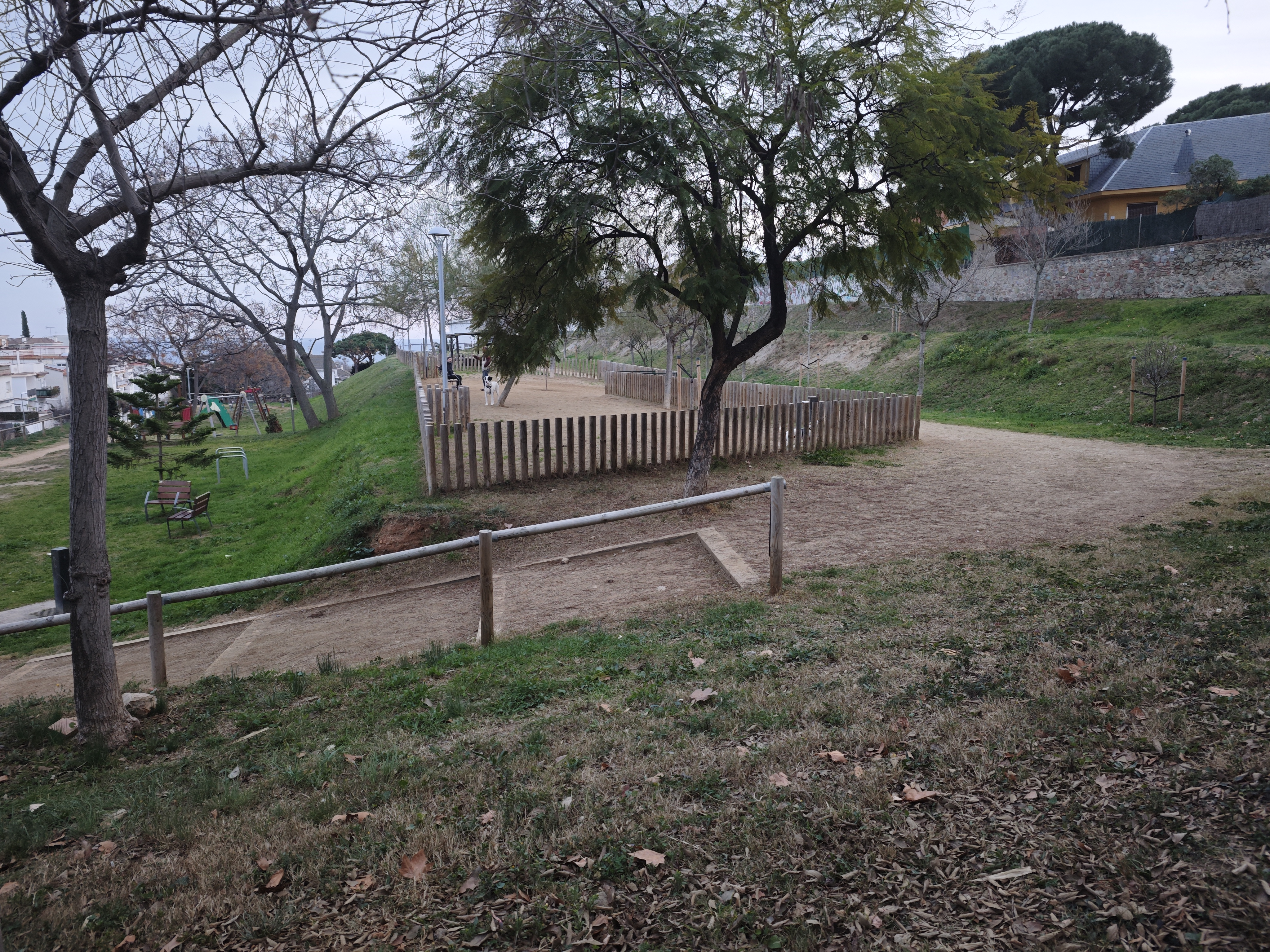
Parc de Santa Madrona

## Gastronomia
Entre altres menjars característics d'Ocata es troben:
- Les Masnovines, postres a base de pa de pessic i crema cremada.[7]
- El torró d'Ocata, torró trufat de Cointreau elaborat per la Pastisseria Miquel, al barri d'Ocata del Masnou, amb xocolata pura del 70%.[8][9]
- Galetes de barco. Galetes fetes pels viatges a Amèrica durant l'època del comerç amb aquest continent.[10]

## Llocs d'interès
- Ca n'Humet  edifici industrial del municipi del Masnou (Maresme) inclòs en l'Inventari del Patrimoni Arquitectònic de Catalunya, obra de l'arquitecte modernista Francesc Guàrdia i Vial.
- Can Malet masia del segle XVIII
- Cal Senyor casa modernista del capità de vaixell Fèlix Maristany Colomer.
- Casa de Cultura Casa d'inspiració àrab de l'arquitecte Pere Andreu i Cisa.
- Can Guarino Casal neoclàssic de l'arquitecte Enric Sagnier i Villavecchia.
- Cal Ros de les Cabres Masia edificada al segle XIX sobre les restes la vil·la romana de Taliano.